# Paracheilinus
Paracheilinus es un género de peces de la familia de los Labridae y del orden de los Perciformes.

## Especies
Existen 16 especies de este género, de acuerdo con FishBase:
- Paracheilinus angulatus Randall y Lubbock, 1981.
- Paracheilinus attenuatus Randall, 1999.
- Paracheilinus bellae Randall, 1988.
- Paracheilinus carpenteri Randall y Lubbock, 1981.
- Paracheilinus cyaneus Kuiter y Allen, 1999.
- Paracheilinus filamentosus Allen, 1974.
- Paracheilinus flavianalis Kuiter y Allen, 1995.
- Paracheilinus hemitaeniatus Randall y Harmelin-Vivien, 1977.
- Paracheilinus lineopunctatus Randall y Lubbock, 1981.
- Paracheilinus mccoskeri Randall & Harmelin-Vivien, 1977.
- Paracheilinus nursalim Allen & Erdmann, 2008.[3]
- Paracheilinus octotaenia Fourmanoir en Roux-Estéve y Fourmanoir, 1955.
- Paracheilinus piscilineatus (Cornic, 1987).
- Paracheilinus rubricaudalis Randall y Allen, 2003.
- Paracheilinus togeanensis Kuiter y Allen, 1995.
- Paracheilinus walton  Allen y Erdmann, 2006[4]